# 女女性行为

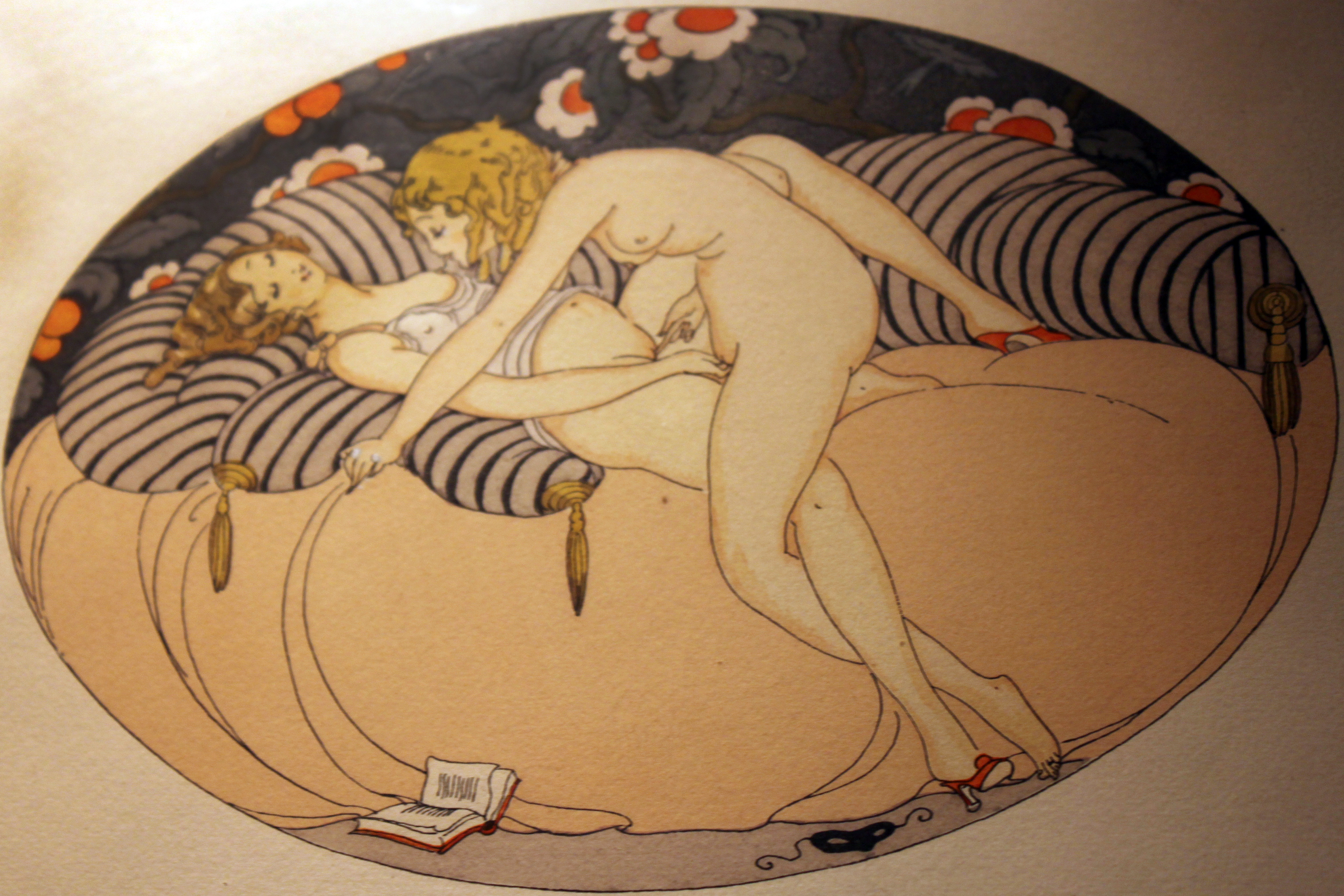
韋格納於1925年繪成的畫作，當中展示了兩名正在床上從事性行為的女性

女女性行為是指女性跟女性一同從事的性行為。一名跟同性一起從事性行為的女性若只對女性存有愛慕傾向，便可能會自認為女同性戀者；若不只對女性存有愛慕傾向，則可能會自認為雙性戀者或泛性恋者。此外也有不會為自己打上任何性向標籤的例子。此一用詞也適用於跟女性發生性行为的女無性戀者及異性戀女性，通常这种情况属于境遇性性行为或是为了寻求刺激而“猎奇”，发生偶然性行为。
浪漫關係及性人際關係常常受到性慾和性興奮的影響——上述兩者最終會促使性行為的出現，令人們得以實現性釋放。女同性親密關係的身體表達受到當事人所身處的社會文化背景所影響。但女性之间的性行为并不止像异性恋者那样有着生育或说怀孕的目的，更多的女女性行为出自吸引而非單方面追求性快感和满足性欲，也偶有異性戀和雙性戀出于猎奇目的的女女性行为。。

## 性行為

### 概論

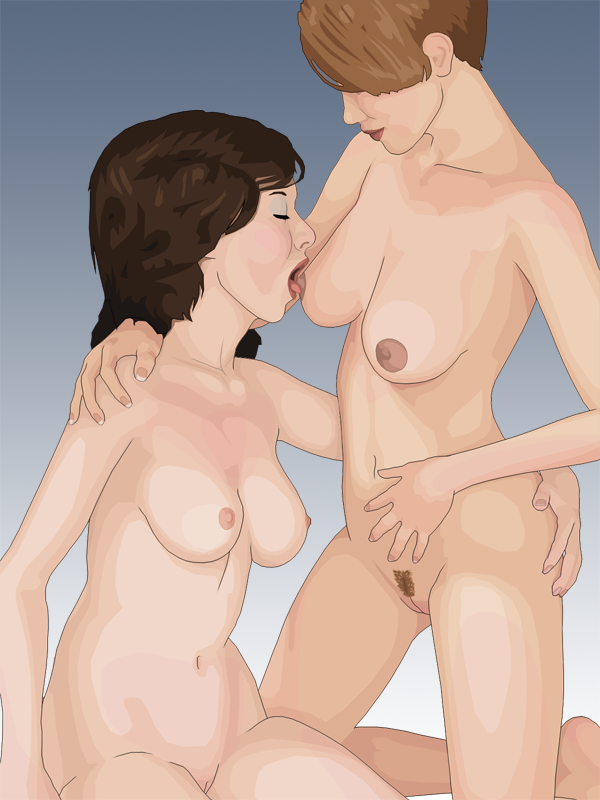
一名女性以口腔刺激其性伴侶的乳頭

大多數女性會從事能表達愛意的行為，比如親吻臉頰或擁抱。像親吻嘴唇和長時間擁抱般的身體接觸可能跟性有關，也可能無關。性教育家及女性主義者海特曾指出她的一名女性研究對象把「觸碰對方、看著對方、抓咬對方、接吻、微笑、互相凝望、擁抱、談話、把手指跟陰道接合、愛撫、舐陰、脫衣、事後回憶、製造聲響、偶然的哭泣和一同嘆息」視作跟女性一同進行的性行為。
在伴侶面前脫衣、把伴侶的衣服脫下，和進行像「以手及口腔來刺激伴侶的性感帶」般的親密行為，皆可表明當事人存有進行性行為的慾望，並想以此激起其伴侶的性慾。若伴侶容許他人進行上述的親密行為，則亦可認定其存有進行性行為的慾望。在容許他人刺激自身的乳房區域的情況下更是如此。
女性的口腔及舌頭可用於刺激其伴侣的性感帶；這可出現在做愛過程的起始階段，亦可貫穿整個過程。這類型的刺激包括親吻、吸吮和舔舐對方的身體部位，除此之外還包括口交。對伴侶的乳房進行刺激是前戲的一種形式，這包括以手或口腔刺激伴侶的乳頭。刺激女性的乳房及乳頭仍是一種常見的性行為。刺激女性乳頭會誘使其身體產生催產素和催乳素。儘管催產素一般會在當事人準備泌乳時大量產生，但女性在乳頭被刺激時也會出現同樣情況。催產素除了會令女性出現母性情懷外，還會使其焦慮感降低，同時增加對他人的信任。
女性在達至高潮時常伴隨着許多情不自禁的作為，包括身上多處區域出現肌強直、感到欣快和滿足，及頻次地發出聲息與身體擺動。高潮階段過後（或稱不應期）常帶來的緩和放鬆感，這主要是神經激素催产素与促乳素的釋放所致的 雖然一般研究指出因為女性沒有不應期的緣故，故在短時間內可達至二次或多次的性高潮，但一些來源亦把不應期視作部分女性的性反應周期的一部分——亦即女性也可能在高潮後的一段時間內，不能透過性刺激來使自己興奮。

### 口交、手交及女陰摩擦

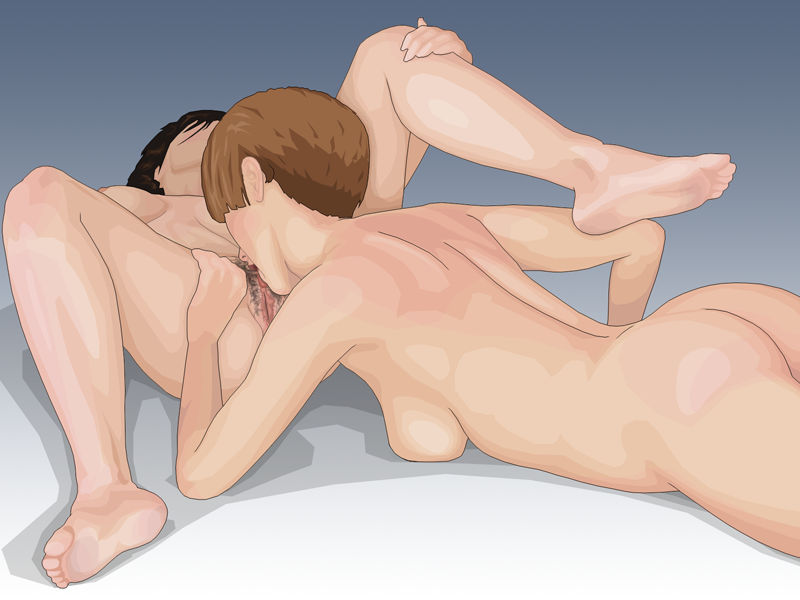
一名女性正在為另一名女性舐陰

舐陰仍是常見於女同性伴侶中的性行為，當中從事者的口部會跟一名女性的生殖器（陰蒂、外陰的其他部分或陰道）接觸，並以此進行刺激，俗稱「品玉」。為他人舐陰者可在運用嘴唇和舌頭刺激對方的同時，額外再以牙齒刺激之；在刺激伴侶的乳頭時也可這樣實踐 。用嘴來刺激人的肛門的行為稱為舔肛，而這在女女性行為者當中較為罕見。
指交是指以手指來刺激女性伴侶的陰蒂、外陰、陰道或肛門。以手指、口舌等刺激源對外陰（特别是陰蒂）進行刺激仍是能使女性達至性高潮的最普遍方法。指交的細節有著不同變化：指交時所用到的手指可能是自己的，也可能是他人的；當中可能只有一人受到刺激，也可能出现雙方或多方同時互相刺激的情況；最後手指可能會跟陰道或肛門接合，也可能不會出現接合。以手指刺激陰道前壁時可能會刺激到一處被稱為「G点」的性感帶。 對於一些女性而言，刺激G点能帶來比起直接刺激陰蒂更為強烈的性高潮。
女陰摩擦是一種常見於女同性伴侶中的非插入式性行為。它以交叉位這一體位聞名於世。其定義涵蓋至從事者以其外陰摩擦伴侶的大腿、腹部、臀部和手臂等部位。狹義的女陰摩擦俗稱磨豆腐、磨鏡。實踐者可以各種類型的性體位來實踐女陰摩擦，其中包括傳教士式體位、女上位、後入體位等。在進行女陰摩擦的同時，手指也可跟陰道接合。

### 支配、臣服及BDSM
一些女性可能會在大多數性行為中扮演被動的角色，以讓伴侶滿足自己的性慾，也有一些會為了讓性行為出現新的變化而扮演之——這些都可以是支配与臣服的一種表現。比如以後背體位進行性愛的人可能會扮演著被動的角色，並接受由主動方提供的各種刺激——包括讓其從後方指交、對像性器官、乳頭和臀部般的性感帶進行按摩及刺激，以至讓其拍打自身的屁股。扮演主動方的伴侶也可額外把像假陰莖和按摩棒般的性玩具插入對方的陰道或肛門。
一名女性性伴侶可能會為保持被動、提高快感以及表達顺从，而進行綁縛（包括以手銬束縛自身）等BDSM活動。在綁縛期間被綁縛者一般容許伴侣進行各種性行為，且不能在當中互動。她的性滿意度取決於伴侶的行動；她的伴侶可以自由選擇性行為的種類和掌控其節奏，她還可把性玩具引入至過程中。比如說為被綁縛者戴上假陰莖/乳頭口塞，用以封堵口部，且要求其在性活動過程中吸吮它。成人奶嘴也可以以類似的方式使用。主動方可能會以像「把被綁縛者視作滿足自身性慾的工具」般的方式對待她，亦可能會在「使她的伴侣感到性快感和達至高潮」的過程中感到滿足。

## 研究及觀點

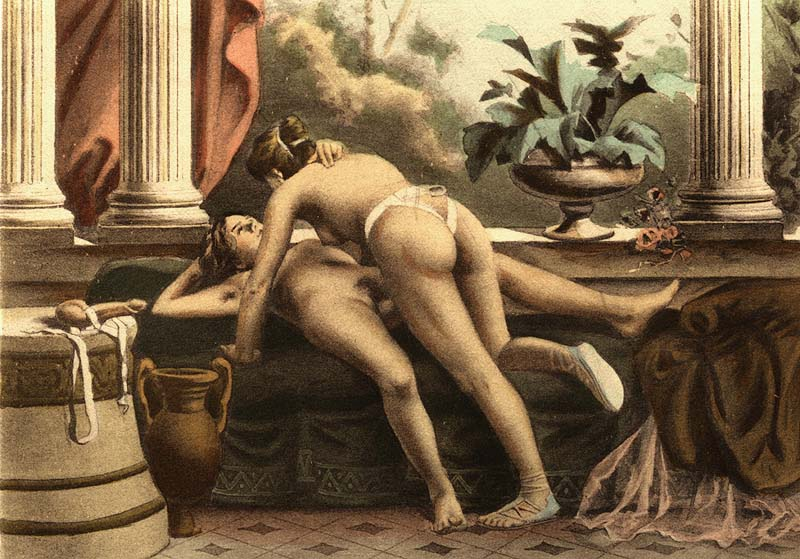
阿夫里爾於19世紀晚期繪製的畫作，當中展示了捆綁式假陰莖的應用。

金賽等人所寫的《女性性行為》指出78％從事同性性行为5年的女性能在60-100％的性活動中達至高潮，但只有55％從事異性性行為的女性能達至同樣的高潮頻率。金賽將這種差異歸因於女同性伴侣能更为了解女性的性行為以及如何提高女性的性滿意度。 像麥斯特與強生般的學者的發現跟金賽一樣——與異性戀者相比，女同性戀者在性活動中更時常及更容易地達至高潮，且女同性伴侶更有可能注重做愛的情感面。麥斯特與強生於1979年發表一項有關女女性行為的研究，當中總結道女同性性体验包含更多的身體接觸，其頻率多於只集中於性器官的接觸。並指她們在性需求上更為果斷及更願意溝通、對性高潮投入相對較少的關注 ；她們的性接觸也更為持久，並能在性生活中擁有較高的滿意度。
施瓦茨等人和霍姆伯格等人各於1983年及2009年發表的研究的結論存有矛盾。施瓦茨總結道處於忠诚關係的女同性伴侣比起其他類型的伴侶較少發生性關係，且她們的關係越長，性親密度一般就越低，但這項研究在學術界中存有爭議。 霍姆伯格和布萊爾在2009年發表於《性研究期刊》的研究卻得出相反的结論：處於同性關係中的女性，跟處於異性關係的女性相比，兩者皆擁有相同的性慾、性滿足和對性高潮的滿意度。布萊爾和普卡耳於2014年發表的研究的结論相近，同樣地指處於同性關係中的女性整體性滿意度跟處於異性關係的相近，且發生性行為的頻率較低。然而這項研究亦指出處於同性關係中的女性會在一次性經歷中花費顯著較多的時間——她們一般會在一次性經歷上花費2小時以上。總括而言，儘管處於同性關係中的女性發生性行為的頻率可能會較低，但她們的相關持續時間可能較長。
在達至高潮的難易度這一點上，海特的研究指出大多數女性皆需透過刺激陰蒂來達至高潮，刺激陰蒂能「簡單而有力地給予有效的刺激」。除此原因之外，女性能更容易透過自慰來達至高潮的原因還在於她們相對較了解自己的身體。像佩皮勞、芬格赫特和比爾斯（2004年），以及戴蒙德（2006年）般的學者的發現跟金賽一樣：與異性戀者相比，女同性戀者在性活動中更時常及更容易地達至高潮。
研究者也就女同性關係中的特定性行為偏好進行過研究。麥斯特與強生總結道女女性行為者以假陰莖跟陰道接合的情況相對罕見；與直接刺激陰蒂相比，女同性戀者較多以整個性器官作刺激對象，跟異性戀關係的情況如出一徹。雖然一般觀念或會認為所有女女性行為者皆會從事口交，但仍有一些女同性戀者或女雙性戀者因心理社會以及情感因素（像是認為其「很髒」），而不喜歡從事口交。而一些女同性戀者或女雙性戀者則認為其是必需要進行的性活動，或認為其是女女性行為最主要的性活動。與異性戀者相比，女同性戀者更會認為伴侶不喜歡舔陰是「有問題的」，且她們更會常常為此尋求治療，希望伴侶或自己能克服對它的禁忌。
女同性戀者對肛交的看法因人而異，當中有些喜歡從事之，也有些對肛交表示厭惡。1987年一項非科學調查以科羅拉多州女同性戀社交組織中的多於100名成員作研究對象，並諮問她們在上10次做愛時進行了什麼行為，100%的受訪者回答說有過接吻、吸吮乳頭，以及以手刺激陰蒂；多於90%回答指她們有過法式接吻、口交，以及以手指跟陰道接合；80%報稱有過女陰摩擦。 與其他年齡組別相比，30多歲的女同性戀者較有可能會從事跟刺激肛門相關的性活動。2014年一項針對加拿大和美國的女同性伴侶的研究發現，7％的女同性伴侶每周至少一次地從事肛門刺激，每月的則有約10％，從來沒有的亦有70％。
貝利等人於2003年發表的研究以英國兩間女同性戀者健康診所的803名到診同性戀者和雙性戀者，及社區中415名女女性行為者為樣本。结果顯示女性之間最常見的性行為為「口交、把手指跟陰道接合、互相撫慰以及女陰摩擦（不論是性器官的互相摩擦還是以外陰摩擦其伴侶的其他身體部位），女女性行為者當中有85%會從事上述行為」；此外其亦發現女女性行為者很少會把假陰莖等性玩具跟陰道接合，跟較早時候發表的研究的結論一樣。一項於2012年發表在《英國醫學期刊》的網上調查報告以3,116名女女性行為者作研究對象，結果發現絕大多數女性有過性器官摩擦（99.8%）、跟陰道接合的指交（99.2%）、交叉位式女陰摩擦（90.8%）、舐陰  （98.8%）以及使用按摩棒（74.1%）。

## 健康風險
正如其他性行為般，女女性行為也有傳播性傳染病的潛在風險，其包括生殖器疱疹等病原体感染。由於女女性行為一般是非插入式的，所以在當中發生體液交換的風險一般較低，這令性感染疾病也相對較難傳播，此一情況在跟會進行插入式性行為的男男性伴侣或異性性伴侣相比之下尤其明顯。與他人共用性玩具會增加傳播性感染疾病的風險。儘管在女女性行為中傳播人類免疫缺陷病毒的風險顯著低於男男性行為和異性性行為，但相關風險仍然存在。該病毒能透過體液傳播，包括血液（比如經血）、陰道分泌液以及母乳。如果被感染者的口腔內有傷口或口腔護理不當，則有可能通過口交傳播。
美国疾病控制与预防中心在1995年以後才承認傳播人類免疫缺陷病毒的途徑包括女女性接觸。該中心指女同性之間傳播性感染疾病的風險數據只有很少。然而它指出像滴蟲性陰道炎、人類免疫缺陷病毒、人類乳突病毒（其跟差不多所有子宮頸癌皆存有關係）和梅毒般的病原體或疾病能在女女性行為中傳播。儘管上述病原體在女女性行為中的傳播機會尚不明確，但一項研究顯示30%的女同性戀者及女雙性戀者擁有跟性感染疾病有關的病史。 不過這並不意味著性活躍的女同性戀者擁有比一般人口高的健康風險。加拿大衛生部表示：「在不同群體的加拿大女性中，人類乳突病毒的感染率從20%到33%不等」。而一項美國大學研究則顯示60%的性活躍女性在三年跨度內曾感染人類乳突病毒。
《美國家庭醫生》這一本期刊建議女同性戀者和女雙性戀者「以全新的安全套罩着多於一人使用的侵入性性玩具，插入不同的女性時都需更換之」和「考慮在面對不同人時都使用其專屬的性玩具」、在口交時使用屏障物（比如口腔保護膜、乳膠片、保鮮膜、剪開的安全套），以及在「指交時戴上指險套/手套，並使用潤滑液，以避免接觸受傷部分或經血」。然而迄今「仍没有良好的證據」顯示口腔保護膜在女女性行為者當中能減少性感染疾病的傳播風險；研究顯示只有極少數人以口腔保護膜作保護屏障，並指出此一现象出现在女女性行為者當中的潛在原因在於「她們對於傳播性感染疾病的潛在風險了解有限，或對性感染疾病不那麼警覺」。

## 外部連結
- 维基共享资源上的相關多媒體資源：女女性行为
- 维基语录上有关女女性行为的语录